# Goruna, Prahova
Goruna (mai vechi, Gorăna, Gorâna, Gura-Cumetrei) este un sat în comuna Cocorăștii Mislii din județul Prahova, Muntenia, România.
Așezarea este atestată documentar în 1813.